# Gonodontis zapluta
Gonodontis zapluta är en fjärilsart som beskrevs av Turner 1904. Gonodontis zapluta ingår i släktet Gonodontis och familjen mätare. Inga underarter finns listade i Catalogue of Life.